# Paul Magès
Paul Ernest Mary Magès (Aussois, 9 marzo 1908 – Garches, 22 settembre 1999) è stato un progettista francese. È l'inventore della sospensione idropneumatica Citroën.

## Biografia
Nato da famiglia di modeste condizioni economiche, un tempo terminato il primo ciclo di studi, il giovane Paul Magès frequentò un breve corso presso una scuola professionale di Marsiglia e, a 17 anni, spedì una serie di richieste d'assunzione a varie aziende francesi. La prima a rispondere positivamente fu la Citroën che lo assunse nell'estate del 1925, destinandolo al "Reparto Metodo e Organizzazione" come manutentore di macchinari.
La carriera professionale di Magès, anche se partita dal basso e non confortata da studi ingegneristici, fu piuttosto rapida. Grazie alla sua inventiva e capacità di risolvere problemi tecnici in modo razionale e semplice, pochi anni più tardi venne trasferito al "Reparto Supervisione" nel Quai de Javel (oggi Quai André-Citroën), avendo così occasione di avere frequenti contatti con l'ingegnere Antoine Hermet, direttore del "Reparto Sperimentazione" e braccio destro di Pierre Boulanger. Negli anni di collaborazione con Hermet, Magès acquisì nozioni ed esperienza sul sistema idraulico di frenata, ideando vari accorgimenti per aumentarne l'efficacia e la corretta ripartizione sulle ruote.
Nel 1942 Boulanger pose Magès alla direzione del "Reparto Sviluppo", con l'incarico di studiare nuove soluzioni per i sistemi frenanti e per le sospensioni delle vetture, nell'ottica delle future produzioni "TPV" (Très Petite Voiture) e "VGD" (Vehicule à Grande Diffusion).
Completata con successo la messa in produzione della "2CV", per la nascente Citroën DS Magès propone un fantascientifico sistema di gestione delle sospensioni, dello sterzo e dell'impianto frenante, azionati da una pompa che invia olio in pressione. Il gotha ingegneristico Citroën si mostrò perplesso o scettico, ma l'avveniristica soluzione di Magès venne sostenuta da altri due visionari dell'automobile, André Lefèbvre e Flaminio Bertoni, responsabili del progetto "VGD", che forti del loro prestigio riuscirono a strappare il consenso a Boulanger per la sperimentazione.
I tre iniziarono a lavorare fianco a fianco in quel progetto che a tutti appariva come irrealizzabile, tanto che nell'entourage progettuale Citroën venivano indicati, non senza un pizzico d'ironia, come "i tre moschettieri". Tra lo scetticismo generale, una "Traction Avant 11CV", modificata con sospensioni idropneumatiche, venne sperimentata sulle strade montane dell'Alvernia nel giugno 1948.
L'opera di modifica, aggiustamento e continua riprova delle varianti fu lunga e laboriosa, ma nel 1955 iniziò la produzione in serie della Citroën DS, considerata la vettura più innovativa nella storia dell'automobile, il cui schema progettuale fu adottato per molti modelli successivi, continuando ad essere prodotto nel nuovo millennio.
L'attività di Magès fu ampiamente assorbita dal costante sviluppo e miglioramento del suo sistema sospensioni-freni-sterzo, cui si dedicò per decenni. Alla fine degli anni '60 realizzò il DIRAVI - acronimo di "direction à rappel asservi" - un congegno per il ritorno assistito dello sterzo, pensato per la Citroën SM e poi montato anche su alcune versioni prestigiose dei modelli "CX" e "XM", oltre alle Maserati Quattroporte II e Khamsin.
Magès si dedicò con grande impegno anche alla progettazione e realizzazione di vetture con trasmissione idrostatica. Vari prototipi dotati di tale soluzione, su base "2CV" e "GS", furono lungamente sperimentati con successo, ma non raggiunsero la fase di produzione.

## Curiosità
- Magès tenne per tutta la vita sulla scrivania un quadretto contenente un ritaglio di giornale con questo aforisma di Marcel Pagnol:

(Marcel Pagnol)